# PGC 212977
LEDA/PGC 212977 ist eine Galaxie im Sternbild Widder auf der Ekliptik. Sie ist schätzungsweise  Millionen Lichtjahre von der Milchstraße entfernt und hat einen Durchmesser von etwa 75.000 Lichtjahren. Vom Sonnensystem aus entfernt sich das Objekt mit einer errechneten Radialgeschwindigkeit von näherungsweise 10.700 Kilometern pro Sekunde.
Im selben Himmelsareal befinden sich unter anderem die Galaxien NGC 924, IC 1797, PGC 9313, PGC 3089945.